# Gentiana muscicola
Gentiana muscicola är en gentianaväxtart som beskrevs av Marquand. Gentiana muscicola ingår i släktet gentianor, och familjen gentianaväxter. Inga underarter finns listade i Catalogue of Life.